# Квинт Помпей Сенецио Созий Приск
Квинт Помпей Сенецио Сосий Приск (на латински: Quintus Pompeius Senecio Sosius Priscus) е политик и сенатор на Римската империя през 2 век.
Пълното име на Сосий Приск e Quintus Pompeius Senecio Roscius Murena Coelius Sextus Iulius Frontinus Silius Decianus Gaius Iulius Eurycles Herculaneus Lucius Vibullius Pius Augustanus Alpinus Bellicius Sollers Iulius Acer Ducenius Proculus Rutilianus Rufinus Silius Valens Valerius Niger Claudius Fuscus Saxa Amyntianus Sosius Priscus.

## Биография
Той е син на Квинт Помпей Сосий Приск (консул 149 г.).
Сосий Приск започва кариерата си като praefectus feriarum Latinarum, магистър на Монетния двор, квестор през 162 г., легат при баща си, проконсола на провинция Азия през 163/164 г. и става претор през 167 г.
През 169 г. Сосий Приск е консул заедно с Публий Целий Аполинар. След това той е префект (praefectus alimentorum) и чрез жребий проконсул на Азия. Сосий Приск е също и понтифекс.

## Фамилия
Той е женен за Цейония Фабия. Баща е на:
- Квинт Помпей Сосий Фалкон (консул 193 г.), женен за Сулпиция Агрипина.